# Daniel Noboa
Daniel Roy Gilchrist Noboa Azín, més conegut com a Daniel Noboa (Miami, 30 de novembre de 1987) és un administrador, empresari i polític equatorià-estatunidenc. És el president de la República de l'Equador des del 23 de novembre de 2023. És membre del moviment polític Acció Democràtica Nacional.
Va ser membre de l'assemblea nacional de l'Equador entre 2021 i 2023, pel moviment Equatorià Unit. El 15 d'octubre de 2023, va guanyar la presidència a les eleccions anticipades per al període 2023-2025, completant així la legislatura presidencial que Guillermo Lasso deixà inconclusa mitjançant el procediment de la mort creuada. Amb trenta-cinc anys d'edat, Noboa és el segon president més jove en la història del país i el més jove electe per vot popular.

## Biografia
Daniel Roy Gilchrist Noboa Azín va néixer el 30 de novembre de 1987, a Miami. És fill d'Álvaro Noboa, l'home més ric de l'Equador i candidat presidencial per cinc vegades; i de la doctora Annabella Azín.
Gràcies a la fortuna de la seva família, als divuit anys, va fundar la seva pròpia empresa, DNA Entertainment Group, dedicada a l'organització d'esdeveniments. Després d'estudiar l'Escola de Negocis Stern de la Universitat de Nova York, va obtenir el títol en Administració de Negocis el 2010. Posteriorment, va ingressar a l'empresa familiar, la Corporació Noboa, assumint diversos càrrecs entre 2010 i 2018.
En 2019, va obtenir el màster en administració d'empreses en la Kellogg School of Managment. Més endavant va fer un màster en gestió pública a la Universitat Harvard i el 2022, obtindria un màster en Comunicació Política i Governança Estratègica per la Universitat George Washington.

### President d'Equador
Es va presentar com a presidenciable a les eleccions presidencials de l'Equador de 2023, i finalment fou escollit President de l'Equador el 15 d'octubre del mateix any en segona volta.
Noboa va començar el mandat amb una popularitat per sobre del 70%. Va liderar una ofensiva militar contra la criminalitat enmig del caos protagonitzat per les bandes de carrer, motins a les presons i atacs a policies i civils, les forces de seguretat del país van afirmar haver reprès control de les presons i reduint els homicidis, però les bandes de carrer van incrementar el seu desafiament al Govern i va pujar la pobresa i la desocupació, patint apagades de 16 hores durant quatre mesos, baixant la popularitat del president.
Enmig d'una profunda crisi de seguretat, talls de subministrament elèctric prolongats i un conflicte diplomàtic amb Mèxic per l'assalt a l'ambaixada mexicana a Quito per arrestar a l'exvicepresident Jorge Glas que s'hi havia refugiat el president va convocar un referèndum per aprovar mesures per la lluita contra la criminalitat i la creació d'ocupació. L'1 d'abril de 2024 el govern per finançar la lluita contra el crim organitzat va pujar l'Impost sobre el valor afegit (IVA) del 12 al 15%, amb l'excepció dels aliments bàsics com carn, peix, arròs, farina o vegetals i fruita fresca, i per estimular el creixement econòmic, el va rebaixar en els materials de construcció del 12 al 5%. El referèndum impulsat pel president es va dur a terme el 22 d'abril, i es van aprovar les qüestions relacionades amb la lluita contra la criminalitat i rebutjar les reformes relacionades amb la creació d'ocupació i els arbitratges internacionals a qualsevol jurisdicció per atraure inversions.
Noboa es va presentar a la reelecció a les eleccions presidencials de l'Equador de 2025, i passà a la segona volta, contra Luisa González de Moviment Revolució Ciutadana, repetint la segona volta de 2023, i va renovar la presidència amb el 56% dels vots.